# Howa Typ 96
Der Howa Typ 96 ist ein Maschinengranatwerfer, der seit 1996 von Hōwa Kōgyō für die japanischen Bodenselbstverteidigungsstreitkräfte produziert wird. Die Waffe ist als Ergänzung zum Sumitomo NTK-62 und Sumitomo M2 vorgesehen. Er wird als Hauptwaffe des Typ-96-Transportpanzers eingesetzt, kann aber auch durch Infanterie von einem Dreibein aus eingesetzt werden. An der linken Seite der Waffe wird ein Munitionskasten mit 50 Granaten montiert, die der Waffe über einen Munitionsgurt zugeführt werden. Ähnlich wie der US-amerikanische Mk-20-Maschinengranatwerfer arbeitet der automatische Granatwerfer nach dem ansonsten bei Schusswaffen selten eingesetzten Blow-Forward-Prinzip.